# Řád tří hvězd
Řád tří hvězd (lotyšsky: Triju Zvaigžņu ordenis) je nejvyšší lotyšské státní vyznamenání. Uděluje se za mimořádné zásluhy ve společenské, hospodářské, kulturní, vědecké a sportovní oblasti lotyšským občanům i cizincům.
Má podobu bílého maltézského kříže, v jehož středu je umístěn modrý kruh se třemi pěticípými hvězdami, které jsou převzaty ze státního znaku a symbolizují tři historické regiony: Kuronsko, Livonsko a Latgalsko. Na rubové straně se nacházejí nápisy „Per aspera ad astra“ („Přes těžkosti ke hvězdám“) a „Latvijas Republika – 1918. g. 18. novembris“ („Lotyšská republika – 18. listopad 1918“: datum vyhlášení nezávislosti země). Řádová stužka je bleděmodrá se dvěma žlutými pruhy. Autorem návrhu je výtvarník Gustavs Šķilters.
Řád založil roku 1924 prezident Jānis Čakste jako první civilní vyznamenání v zemi, připomínající zásluhy za lotyšskou nezávislost, a uděloval se do roku 1940, kdy bylo Lotyšsko anektováno Sovětským svazem, obnoven byl v roce 1994. Řád má pět stupňů (komandér velkého kříže, velkodůstojník, komandér, důstojník a rytíř) a tři stupně čestných medailí (pozlacená, stříbrná a bronzová) opatřených na rubu nápisem „Par Tēviju“ („Za vlast“). K nejvyšším stupňům patří také řetěz a deseticípá hvězda.

## Čeští držitelé řádu

### První Lotyšská republika

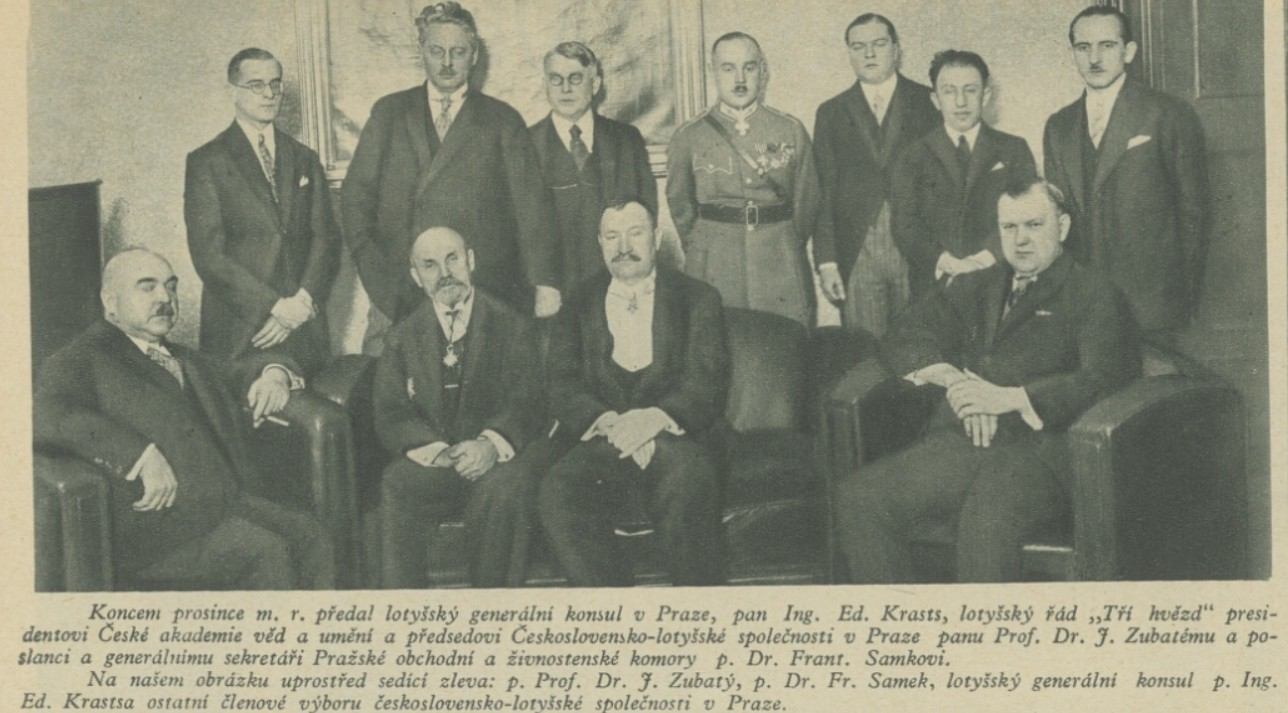
Předání Řádu Tří hvězd Josefu Zubatému a Františku Samkovi (1927)

- V roce 1927 obdržel velekříž Tří hvězd president Masaryk, spolu s francouzským presidentem Gastonem Doumerguem.[1]
- Dne 23. prosince 1927 obdrželi tento řád profesor Josef Zubatý a generální ředitel Československé obchodní a živnostenské komory, poslanec František Samek.[2]
- V roce 1930 obdržel řád od prezidenta Albertse Kviesise český spisovatel Pavel Fink (jeho manželka byla Lotyška, Fink v Lotyšsku opakovaně pobýval a veřejnosti přibližoval život pobaltských zemí).[3]

### Po roce 1990
- Komandérem velkého kříže byl Václav Havel, komandérem (1997) byl lettonista Radegast Parolek.
- Českým držitelem řádu je lettonista Pavel Štoll (ve stupni důstojník, 2001) a Alexandr Vondra (ve stupni velkodůstojník, 2004).[4].